# Pazifische Hurrikansaison 2016
Die Pazifische Hurrikansaison 2016 war eine aktive Saison, die insgesamt zweiundzwanzig benannte Stürme, dreizehn Hurrikane und sechs große Hurrikane hervorbrachte. Insgesamt war die Aktivität allerdings geringer als die des Vorjahres. Sie zeigte sporadische Phasen der Inaktivität, besonders am Anfang und am Ende der Saison. Die Saison beginnt üblicherweise am 15. Mai im Ostpazifik und am 15. Juni im zentralen Pazifik. Die Hurrikansaison endete offiziell am 30. November 2016. Diese Daten begrenzen konventionell die Zeit jedes Jahr, in der sich im pazifischen Becken östlich der Datumsgrenze die meisten tropischen Wirbelstürme bilden.
Allerdings bildete sich Hurrikan Pali weit vor dem offiziellen Beginn der Saison bereits im Januar und zeigte damit, dass die Bildung tropischer Wirbelstürme zu jeder Jahreszeit möglich ist. Nach Pali begann die aktive Saison jedoch langsam und wurde die erste Saison seit 2011, in der im Mai keine tropischen Wirbelstürme auftraten, und auch die erste seit 2007, in der es im Juni keine Stürme gab.
Hurrikan Darby streifte die Hawaii-Inseln als tropischer Sturm und verursachte nur geringe Schäden. Die Hurrikane Lester und Madeline drohten, Hawaii direkt als solche zu treffen, wurden aber bei der Annäherung erheblich geschwächt. Sowohl der Tropische Sturm Javier als auch Hurrikan Newton trafen auf Mexiko, und letzterer war verantwortlich für mindestens neun Tote im Bundesstaat Baja California Sur. Hurrikan Ulika war ein seltener und sprunghafter Sturm. Hurrikan Seymour bildete sich Ende Oktober und war der stärkste Sturm der Saison. Den Abschluss der Saison bildete Ende November der aus dem Atlantischen Ozean über Zentralamerika gezogene Hurrikan Otto, der im östlichen Pazifik als gemäßigter tropischer Sturm auftrat, sich aber bald auflöste.
Tropische Wirbelstürme im Atlantischen Ozean siehe im Artikel Atlantische Hurrikansaison 2016.

## Stürme

### Hurrikan Pali
Ein kräftiger und langlebiger Westerly Wind Burst – es handelt sich um das Auftreten eines Westwindes, das üblicherweise während eines starken El Niño stattfindet – löste eine tropische Zyklogenese innerhalb eines beständigen in West-Ost-Richtung gelagerten bodennahen tropischen Oberflächentrogs, der sich zwischen 1° N und 3° N bis zum 155. westlichen Längengrad erstreckte. Dies führte am 6. Januar zur Bildung eines Tiefdruckgebietes. Befeuert von ungewöhnlich warmen Wasseroberflächentemperaturen von geschätzt um 29,5 °C wandelte sich das System am 7. Januar nach und nach in ein tropisches Tiefdruckgebiet. Es handelte sich dabei um die früheste Entstehung eines tropischen Tiefdruckgebietes im zentralen Pazifischen Ozean seit Beginn verlässlicher Aufzeichnungen, um sechs Tage früher als der Tropische Sturm Winona im Jahr 1989. Ein Hochdruckgebiet direkt über dem System verbesserte die polwärtsgerichtete Ausströmung des Systems und ermöglichte die Bildung tiefer Konvektion um das Zentrum, wodurch das System sich rasch in einen tropischen Sturm intensivierte und den Namen Pali erhielt. Pali war der früheste tropische Sturm im östlichen Pazifik.
Pali intensivierte sich am Vormittag des 8. Januar noch weiter und erreichte fast Hurrikanstärke, doch östliche vertikale Windscherung infolge des Höhenhochdruckgebietes störte das Zentrum, leitete eine Abschwächung ein und drängte das System nach Nordwesten. Über den 9. Januar hinweg setzte sich die Abschwächung stetig fort, da die tiefe Konvektion des Systems westlich des bodennahen Zentrums lag und nur mit Unterbrechungen pulsierte, was später zu einem dramatischen Verlust an Intensität führte. Am Ende des Tages erreichte Pali gerade noch die Stärke eines tropischen Sturms, doch sorgte das Fehlen einer anhaltenden tiefen Konvektion dafür, dass das System von der östlichen Windscherung weniger stark beeinflusst wurde, weswegen die Vorwärtsgeschwindigkeit signifikant zurückging. Als das Höhenhochdruckgebiet sich abschwächte und am 10. Januar südwärts abzog, nahm auch die vertikale Windscherung nach und nach ab, und Pali begann sich erneut zu intensivieren. Beständige tiefe Konvektion begann sich erneut in Zentrumsnähe und im westlichen Quadranten zu bilden. Am 11. Januar zog das Hochdruckgebiet direkt über Pali hinweg, wodurch die Ausströmung wiederhergestellt wurde und schließlich eine südwestliche Luftströmung entstand, sodass sich die Konvektion langsam in alle Quadranten ausbreitete und organisierte sowie eine nordöstliche Zugrichtung herbeiführte. Am 12. Januar ermöglichten leichte vertikale Windscherung und hohe Wassertemperaturen, dass sich Pali in einen Kategorie-1-Hurrikan verstärkte, womit Pali auch zum frühesten Hurrikan im Pazifischen Ozean wurde, dabei den vorherigen Rekord von 1992 brechend, den Hurrikan Ekeka aufgestellt hatte. Im Tagesverlauf zog Pali südwärts und erreichte nach weiterer Intensivierung in der Kategorie 2 die Spitzenintensität.
Im Laufe der folgenden Tage schwächte sich Pali schnell ab, als der Sturm zurück in südsüdöstlicher Richtung zog, weil einerseits die südliche Windscherung zunahm und andererseits die Corioliskraft immer weniger Wirkung zeigte. Wegen weiterem Rückgang an tiefer Konvektion wurde Pali spät am 14. Januar zu einem Resttief erklärt. Pali erreichte bis dahin eine nördliche Breite von 2,3° N und ist nach dem Tropischen Tiefdruckgebiet Neun-C der zweitsüdlichste tropische Wirbelsturm im nordöstlichen Pazifik; Neun-C hatte nur zwei Wochen zuvor 2,2° N erreicht. Pali vervollständigte damit eine Zugbahn, die nur etwa 50 Seemeilen entfernt von dem Punkt endete, an dem sie ihren Ausgang genommen hatte.
Ohne Bezug zu Pali zu haben, entwickelte sich während der letzten Tage von Palis Existenz Hurrikan Alex über den Atlantik. Dies war das erste bekannte Auftreten simultaner tropischer Wirbelstürme im Januar zwischen den beiden Becken.

## Sturmnamen
Tropische Wirbelstürme und Hurrikane, die sich 2016 im östlichen Pazifischen Ozean bilden, werden anhand der nachfolgenden Namensliste benannt. Diese Namensliste ist identisch mit der 2010 verwendete, und diese Namen werden auch während der Pazifischen Hurrikansaison 2022 verwendet, wenn die World Meteorological Organization im Frühjahr 2017 keine Streichungen von der Liste der Namen tropischer Wirbelstürme vornimmt.
| - Agatha - Blas - Celia | - Darby - Estelle - Frank | - Georgette - Howard - Ivette | - Javier - Kay - Lester | - Madeline - Newton - Orlene | - Paine - Roslyn - Seymour | - Tina |

Otto kam aus dem atlantischen Becken in das nordöstliche pazifische Becken und behielt seinen Namen bei, nachdem er seine Durchfahrt durch Mittelamerika als tropischer Zyklon überlebt hatte. Der Name „Otto“ wurde jedoch später aufgrund seiner bedeutenden Auswirkungen in Zentralamerika zurückgezogen.
Tropische Wirbelstürme und Hurrikane, die sich 2016 im zentralen Pazifischen Ozean bildeten, erhalten Namen von einer gesonderten Namensliste. Diese werden vom Central Pacific Hurricane Center vergeben.